# Parigi o cara (film)

Fiorenzo Fiorentini e Franca Valeri in una scena del film

Parigi o cara è un film commedia italiano del 1962, diretto da Vittorio Caprioli e scritto e interpretato da Franca Valeri e dallo stesso Vittorio Caprioli.
Il film è considerato un autentico cult movie e uno dei film più camp della commedia all'italiana.

## Trama

Franca Valeri in una scena del film

A Roma, in un giorno di pioggia, la prostituta Delia Nesti si ripara nel portierato di un amico che mettendo le mani nella sua borsetta, ne ritrova la lettera del fratello da anni emigrato a Parigi. Questi chiama il numero di telefono che trova sulla missiva, mettendo così in contatto i due parenti che non si sentivano da tanto tempo.
Questo elemento rappresenta il punto di partenza che porterà Delia a Parigi, ma altri ne seguiranno, come a voler indicare a Delia che è il destino stesso a volere il suo viaggio nella capitale francese.
Vediamo Delia vivere la propria vita a Roma sbrigando le sue faccende quotidiane: andare dalla parrucchiera per cambiare il colore dei capelli, incontrarsi con le colleghe che le snocciolano consigli sulla loro professione, concludere surreali contrattazioni sotto un lampione con i propri clienti, riscuotere gli interessi sul denaro prestato a strozzo e così via.
Improvvisamente, senza dire niente a nessuno e lasciando solamente una lettera alla portiera del proprio condominio, Delia parte per Parigi.
Ad accoglierla alla stazione della capitale francese c'è il fratello Claudio, che Delia scopre essere omosessuale. Nella ville lumière il sogno della tanto agognata grandeur parigina ben presto svanisce davanti ad una realtà squallida, fatta di vicoli bui e desolati, anguste scale a chiocciola, muri scrostati e mansarde con finestre murate. Delia infatti viene ospitata da una signora di origini italiane, sposata ad un podologo cinese e con un figlio pugile e non riesce mai a raggiungere il fastoso centro di Parigi, soprattutto la tanto sospirata Place de la Concorde, rimanendo confinata nella periferia della città. Né ogni tentativo di Delia di mettere in piedi un proprio giro di clientela di alto rango ha fortuna e Delia finisce per ritornare a Roma sposata al pizzaiolo Avallone e aprire con lui una pizzeria.

## Produzione
Parigi o cara è uno dei pochi lungometraggi in cui Franca Valeri, oltre che ad interpretare una parte, ha anche contribuito alla stesura delle sceneggiatura e dove è la sola protagonista: il suo personaggio femminile della "signorina romana" (che anni dopo verrà incarnato, ma con valenze ed indolenze del tutto opposte, nella caricaturale Sora Cecioni) è infatti il solo e unico motore della storia. In tutti gli altri film a cui partecipa le donne portate in scena da Franca Valeri sono sempre personaggi di contorno, al massimo comprimari; in questo film invece la sua caratterizzazione è la protagonista assoluta della vicenda narrata, circondata da una moltitudine di personaggi di contorno, utili unicamente a creare l'ambiente in cui il suo personaggio si muove e agisce.
Per questo motivo Parigi o cara è anche il film preferito dalla Valeri stessa, accanto ad un altro film da lei stessa scritto, Il segno di Venere.

## Il personaggio
Delia Nesti (Franca Valeri) è una prostituta romana snob, precisa e spilorcia, che alterna il lavoro sul marciapiede a quello in casa, procurandosi i clienti tramite annunci sui giornali.
Siccome "una signora è tale anche se batte il marciapiedi", Delia non è la tipica prostituta "immorale" a cui ci ha abituato il cinema italiano del Secondo dopoguerra: Delia ha modi signorili così "perbene" che non denunciano affatto la sua condizione lavorativa. Tutto il film si basa proprio sulla duplicità del personaggio di Delia, sullo scarto tra l'aspetto perfettino da zitella con aspirazioni di benessere economico borghese e l'essere perennemente borderline con l'illegalità, non solo in quanto "passeggiatrice" ma anche come socia fondatrice d'una banda di strozzini del Testaccio.
Tutto questo ne fa anche uno squisito ed originale personaggio caricaturale, tanto eccessivo ed indipendente dalla pubblica morale dei suoi giorni quanto eccentrico in linguaggio, continue peregrinazioni e mutamenti camaleontici di look e tinta dei capelli cotonati. Una "eccessività" tanto apprezzata dalla cultura prettamente omosessuale del camp, paragonabile soltanto ai personaggi femminili che, due decenni più tardi, si sarebbero ritrovati nel barocchismo oltraggioso dei film spagnoli di Pedro Almodóvar.

## L'ambientazione
Il lungometraggio è suddiviso in due tempi che ne conferiscono quasi un carattere teatrale, o meglio da opera lirica.
Non a caso il titolo è mutuato da un brano de La traviata di Giuseppe Verdi:
Tutto il primo tempo del film, interamente ambientato a Roma, è teso a inquadrare il personaggio di Delia, a farcene conoscere risvolti caratteriali e manie; mentre il secondo tempo, girato interamente a Parigi, rappresenta il crollo delle certezze di Delia, il fallimento del suo progetto di fare fortuna nella capitale francese.
Va poi considerato come riferimento nel titolo del film, l'omonima raccolta di saggistica di Alberto Arbasino, edita nel 1960, che rievoca i suoi giorni a Parigi.
Gli autori sembrano voler porre tanti, apparentemente invisibili, collegamenti tra Delia e la ville lumière quali ad esempio il colore degli abiti della protagonista (spesso in blu e rosso, colori della capitale francese), nomi di cani, camicette di presunte haute couture francesi, protettori di colleghe che millantano improbabili capacità linguistiche in idioma francofono, e via dicendo.

## Distribuzione
Parigi o cara è stato distribuito nel circuito italiano a partire dal 5 dicembre 1962. Tre mesi prima era stato proiettato alla serata finale della XXIII Mostra Cinematografica di Venezia.
Benché i distributori del film avessero cercato di inserirlo nel catalogo d'offerta per il mercato estero, la pellicola non ebbe mai diffusione né in Francia, né in Sud America e tanto meno nel mercato anglosassone (per cui era già stato previsto il titolo Paris, My Love). Un fatto assai eccezionale in quegli anni per un film italiano. L'insuccesso distributivo fu causato dall'impossibilità di adattare la parlata bizzarra e dialettale della protagonista Delia Nesti e perciò dalla conseguente incomprensibilità di tutto il climax del film slegato dal "personaggio" attoriale di Franca Valeri.
Nel 2004 il film è stato restaurato e presentato al Gay Village all'interno della rassegna Drive Out, presente la stessa Franca Valeri. Nel 2010, dopo una edizione in videocassetta degli anni ottanta e una lunga assenza dal mercato dell'home video, sopperita da vari passaggi televisivi di una versione a 4:3 con audio difettoso, è uscita la prima edizione in DVD, contenente la versione restaurata del film a 16:9.
La pellicola è per anni passata inosservata al pubblico di massa, relegata in passaggi televisivi notturni e segnalata a margine nelle filmografie dell'attrice. Il film è infatti uno dei meno noti della filmografia della Valeri, ciononostante sia divenuto un autentico cult movie presso una vasta cerchia di fan che ormai ne conosce a memoria le battute. Ad affermarlo è la stessa Franca Valeri nell'intervista contenuta nel libro di Emanuela Martini Franca Valeri, una signorina molto snob: «Adesso, col tempo, Parigi o cara è diventato una specie di Bibbia di alcun miei ammiratori, che lo sanno a memoria.»

## Colonna sonora
La colonna sonora del film è stata composta da Fiorenzo Carpi, che collaborava già da tempo con Vittorio Caprioli e Franca Valeri. Il brano dei titoli di coda, Mon cher Paris (scritto da Fiorenzo Carpi e Vittorio Caprioli), cantato in francese da Renata Mauro, è presente nell'edizione originale in LP del 1962 ma per motivi di copyright discografici con ltaldisc (che all'epoca aveva sotto contratto Renata Mauro) è assente nella ristampa di questa in CD del 1992 (in occasione del trentennale dell'uscita del film), è assente anche dal 7" pubblicato nel 1962 dalla Italdisc (etichetta celebre per aver pubblicato i primi dischi di Mina) con numero di catalogo RM 120. Questo singolo, infatti, contiene una differente versione, con testo in italiano e un brano, sul lato B, Triste carnevale, non facente parte della colonna sonora del film. Mon cher Paris compare invece all'interno della raccolta di Fiorenzo Carpi Ritratto di un autore, pubblicato dalla CAM nel 1995.

### Album
La colonna sonora è pubblicata su LP dalla casa discografica CAM con numero di catalogo CMS 30-044 nel 1962 e, sempre per la CAM, in due edizioni in CD con numero di catalogo CAM 493299-2 e CSE 019, nel 1992.

#### Tracce
LP 1962
1. Titoli - (Fiorenzo Carpi)
2. Racconto romano - (Fiorenzo Carpi)
3. Monologo scala - (Fiorenzo Carpi)
4. Marcetta e valzer - (Fiorenzo Carpi)
5. Tema prostitute - (Fiorenzo Carpi)
6. Parigi Cha Cha - (Fiorenzo Carpi)
7. Parco - (Fiorenzo Carpi)
8. Parigi o cara - (Fiorenzo Carpi)
9. Benedizione cani - (Fiorenzo Carpi)
10. Sottofondo triste - (Fiorenzo Carpi)
11. Café Chantant - (Fiorenzo Carpi)
12. Gavotta Bistrot - (Fiorenzo Carpi)
13. Sottofondo agitato - (Fiorenzo Carpi)
14. Parigi o cara - finale (canta Renata Mauro) - (Fiorenzo Carpi)

CD 1992
1. Titoli - (Fiorenzo Carpi)
2. Racconti romani - (Fiorenzo Carpi)
3. Monologo scala - (Fiorenzo Carpi)
4. Marcetta e valzer - (Fiorenzo Carpi)
5. Tema prostitute - (Fiorenzo Carpi)
6. Parigi Cha Cha - (Fiorenzo Carpi)
7. Parco - (Fiorenzo Carpi)
8. Parigi o cara - (Fiorenzo Carpi)
9. Benedizione cani - (Fiorenzo Carpi)
10. Sottofondo triste - (Fiorenzo Carpi)
11. Café Chantant - (Fiorenzo Carpi)
12. Gavotta Bistrot - (Fiorenzo Carpi)
13. Sottofondo agitato - (Fiorenzo Carpi)
14. Titoli - (Fiorenzo Carpi)
15. Titoli - (Fiorenzo Carpi)

### Singolo
Il tema dei titoli di coda Parigi o cara cantato in italiano da Renata Mauro è stampato su 7" Italdisc con numero di catalogo RM 120.

#### Tracce
1. Parigi o cara - (Fiorenzo Carpi/ Vittorio Caprioli)
2. Triste carnevale